# Mount Desert Island Biological Laboratory
Das Mount Desert Island Biological Laboratory (MDIBL) in Salsbury Cove, Maine, USA, ist eine unabhängige non-profit biomedizinische Forschungseinrichtung, die 1898 auf Mount Desert Island gegründet wurde und in der mit marinen Organismen physiologische und pharmakologische Forschung betrieben wird.
Seine Aufgabe ist es, die menschliche Gesundheit durch Grundlagenforschung und Ausbildung wissenschaftlichen Nachwuchses zu fördern. 2013 wurde das Labor zum Center for Biomedical Research Excellence (COBRE) durch die National Institutes of Health, USA, ernannt, verbunden mit einer 5-jährigen Förderung in Höhe von 13 Millionen US$.